# Iosif Chetraru
Iosif Chetraru (n. 1945) este un politician moldovean, fost deputat în Parlamentul Republicii Moldova, ales în Legislatura 2005-2009 pe listele Partidului Comuniștilor.